# رندلزتاون (مریلند)
رندلزتاون (به انگلیسی: Randallstown) شهری در ایالت مریلند کشور ایالات متحده آمریکا است که جمعیت آن در سرشماری سال ۲۰۱۰ میلادی، ۳۲٬۴۳۰ نفر بوده‌است.